# アトランティス (プロレスラー)
アトランティス（Atlantis、1962年9月28日 - ）は、メキシコのプロレスラー。ハリスコ州グアダラハラ出身。
CMLLの象徴であり、ミスター・アレナ・メヒコと呼ばれている。
息子はアトランティス・ジュニア。

## 来歴
幼少の頃から熱狂的なルチャファンで、ディアブロ・ベラスコジム出身。1983年6月13日にメキシコシティでデビューし、1990年代から次々と大物レスラーのマスク剥ぎに成功する。1990年にはNWA世界ミドル級王座のタイトルを奪取し2年半で43回の無敗記録を持つ。1991年2月7日には長崎で行われたSWSとWWF（現在のWWE）との共催の大会に出場、仲野信市とシングルを行った。。
1993年12月15日には東京の新日本プロレスとWARとの対抗戦の大会でウルティモ・ドラゴンの持つUWA世界ミドル級王座の挑戦。
2002年7月に闘龍門JAPANに来日。
2003年7月みちのくプロレス「第3回ふく面ワールドリーグ戦」に出場、決勝でケンドー・カシンを下して優勝。
2007年9月みちのくプロレス「第4回ふく面ワールドリーグ戦」に出場、決勝でタイガーマスク (4代目)に敗れる。
2011年1月に新日本プロレスの「NJPW PRESENTS CMLL FANTASTICA MANIA 2011」に出場、奥村茂雄と組んでジャイアント・バーナード、カール・アンダーソン（BAD INTENTIONS）の持つIWGPタッグ王座に挑戦。
2012年1月4日に新日本プロレスの「レッスルキングダム」に出場。
2013年1月に新日本プロレスの「NJPW PRESENTS CMLL FANTASTICA MANIA 2013」に出場。
2014年9月19日、ルチャリブレ生誕81周年記念大会「アニベルサリオ81」で行われたCMLL頂上決戦となる大物同士のマスカラ・コントラ・マスカラで、ウルティモ・ゲレーロを2-1で破りマスクを奪った。
2015年「NJPW PRESENTS CMLL FANTASTICA MANIA 2014」にも来日。

## 得意技
アトランティーダ
ケブラドーラ・コン・ヒーロの形で、相手の体を回転させながら、アルゼンチン・バックブリーカーの形で持ち上げ両足をクロスさせて、首を脇で抱え込む様にロックして極める変形のアルゼンチン・バックブリーカー。
大陸ラナ
飛びついての丸め込み。
スピニング・バックブリーカーラック
スコーピオン・デスロック
トペ・スイシーダ

## 獲得タイトル
CMLL
- CMLL世界ライトヘビー級王座 : 2回
- CMLL世界タッグチーム王座 : 4回

w / ラヨ・デ・ハリスコ・ジュニア
w / リスマルク
w / ブルー・パンテル
w / ウルティモ・ゲレーロ
- CMLL世界トリオ王座 : 4回

w / ミステル・ニエブラ & リスマルク
w / ミステル・ニエブラ & ブラック・ウォリアー
w / ウルティモ・ゲレーロ & タルサン・ボーイ
w / ウルティモ・ゲレーロ & ネグロ・カサス
- メキシコナショナルミドル級王座 : 1回
- メキシコナショナルタッグ王座 : 1回

w / アンヘル・アステカ
- メキシコナショナルトリオ王座 : 1回

w / オクタゴン & マスカラ・サグラダ
- NWA世界ライトヘビー級王座 : 1回
- NWA世界ミドル級王座 : 3回

WWA
- WWAライトヘビー級王座 : 1回

LLA
- LLAアステカ王座 : 1回

UWE
- UWEタッグ王座 : 1回

w / ウルティモ・ゲレーロ
みちのくプロレス
- 東北ジュニアヘビー級王座 : 1回
- ふく面ワールドリーグ戦優勝 : 1回